# Basebolldräkt

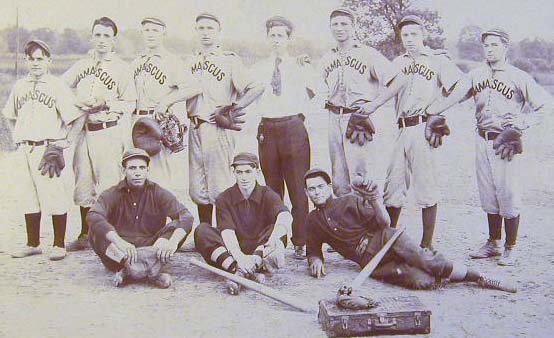
Ett exempel på basebolldräkter från 1800-talet.

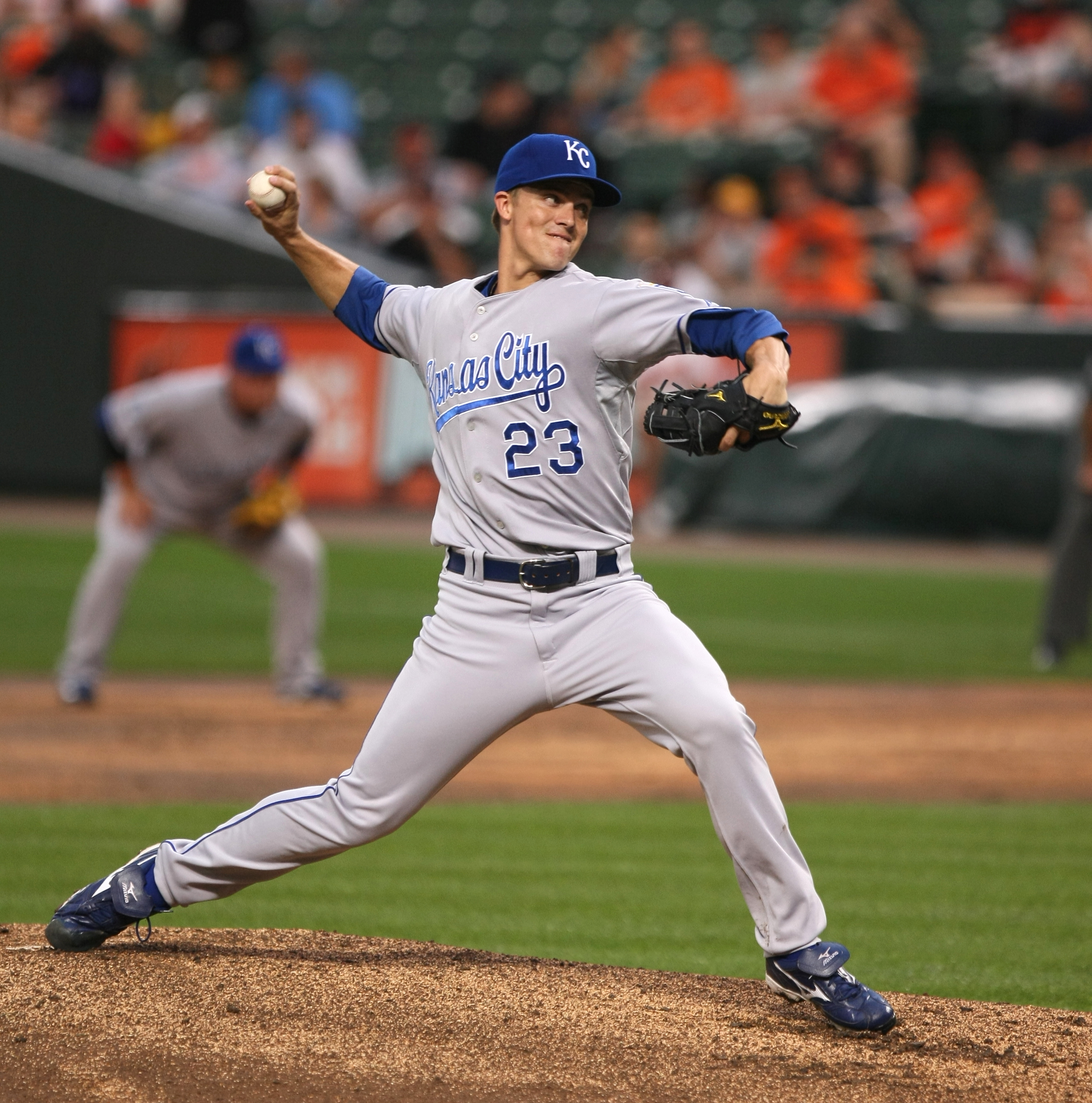
Zack Greinke bär i detta foto från 2009 ett exempel på en modern basebolldräkt.

En basebolldräkt är en typ av spelardräkt som bärs av basebollspelare. De flesta basebolldräkterna har efternamn och spelarnummer samt olika logotyper och färger för att kunna skilja klubbarna åt.
Basebolldräkter användes för första gången av New York Knickerbockers 1849.
Den första klubben i Major League Baseball (MLB) att ha nummer på dräkterna var Cleveland Indians 1916, men man slutade efter bara några veckor eftersom varken spelare eller supportrar gillade denna nymodighet. När storklubben New York Yankees började bära nummer på dräkterna 1929 blev reaktionen en annan och andra klubbar följde snart efter. Från början hade spelarna samma nummer på dräkterna som de hade i slagordningen – den som slog först bar nummer 1, den som slog därefter bar nummer 2 och så vidare. Chicago White Sox blev 1960 först i MLB med att ha spelarnas efternamn på dräkterna.
I dag genererar försäljning av dräkter, kepsar och andra produkter stora intäkter för klubbar i bland annat MLB.